# Ayhan Akman
Ayhan Akman (İnegöl, Turquía, 23 de febrero de 1977) es un exfutbolista turco. Jugaba de centrocampista y su primer equipo fue el Gaziantepspor.

## Biografía
Akman empezó su carrera profesional en el Gaziantepspor, hasta que en 1998 ficha por el Beşiktaş, equipo en el que permaneció tres temporadas.
En 2001 el Galatasaray desembolsó 8,5 millones de euros para hacerse con sus servicios. Con dicho equipo ha conseguido tres veces el campeonato de Liga y una vez el de Copa. 

### Selección nacional
Ha sido internacional con la Selección de fútbol de Turquía en 8 ocasiones. Fue convocado con su selección para disputar la Eurocopa de Bélgica y los Países Bajos de 2000 y la Eurocopa de Austria y Suiza de 2008, donde disputó la semifinal contra Alemania.

## Clubes
| Club                      | País    | Año       |
| ------------------------- | ------- | --------- |
| Gaziantepspor             | Turquía | 1994-1998 |
| Beşiktaş Jimnastik Kulübü | Turquía | 1998-2001 |
| Galatasaray Spor Kulübü   | Turquía | 2001-2012 |

## Títulos
- 1 Copa de Turquía (Galatasaray, 2005)
- 3 Ligas de Turquía (Galatasaray; 2002, 2006 y 2008)

- Datos: Q448297
- Multimedia: Ayhan Akman / Q448297